# 비글로 에어로스페이스

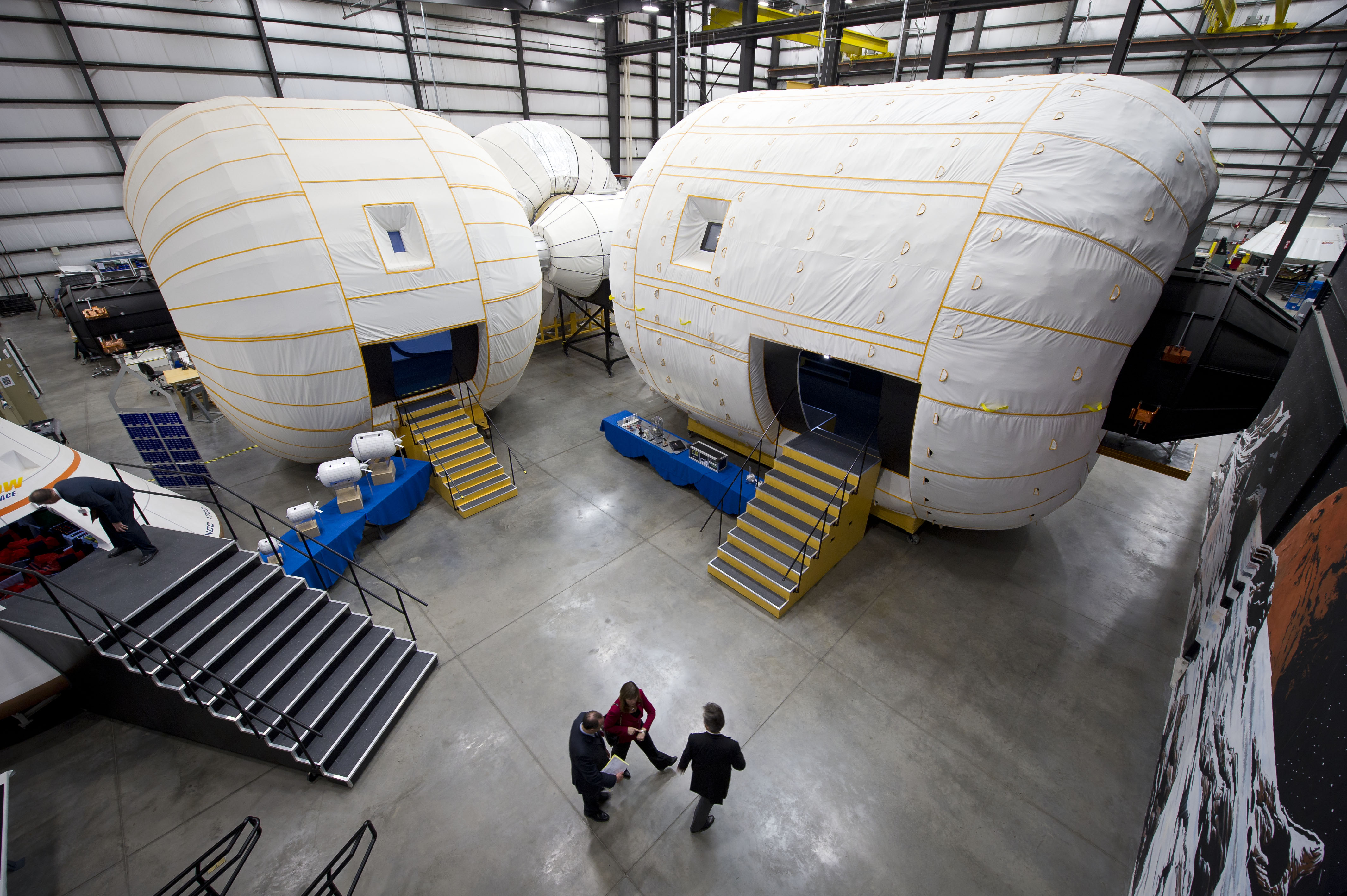

비글로 에어로스페이스(Bigelow Aerospace)는 확장 가능한 우주정거장 모듈들을 제조하고 개발하는 미국의 항공 및 외부 공간 기술 기업이다. 비글로 에어로스페이스는 1998년 로버트 비글로에 의해 설립되었으며 노스라스베이거스에 위치해 있다. 비글로의 수익 다수가 버짓 스위츠 오브 아메리카라는 호텔 체인을 통해 이루어진다.
2013년, 비글로는 이 기업에 25,000만 미국 달러를 투자했다.
2020년 3월, 이 기업은 코로나19 범유행으로 인해 직원 88명 전원을 해고했으며 상황이 허락될 때 직원을 재고용할 계획이다.

## 같이 보기
- 블루 오리진